# Anderson Gils de Sampaio
Anderson Gils de Sampaio (15 de febrero de 1977) es un exfutbolista brasileño que se desempeñaba como delantero.
Jugó para clubes como el Yokohama Flügels entre 1997 y 1998.

## Trayectoria

### Clubes
| Club             | País  | Año         |
| ---------------- | ----- | ----------- |
| Yokohama Flügels | Japón | 1997 - 1998 |

## Estadística de carrera

### J. League
| Club             | Año   | J. League | J. League | Copa J. League | Copa J. League | Total | Total |
| Club             | Año   | Part.     | Goles     | Part.          | Goles          | Part. | Goles |
| ---------------- | ----- | --------- | --------- | -------------- | -------------- | ----- | ----- |
| Yokohama Flügels | 1997  | 0         | 0         | 0              | 0              | 0     | 0     |
| Yokohama Flügels | 1998  | 14        | 3         | 4              | 0              | 18    | 3     |
| Total            | Total | 14        | 3         | 4              | 0              | 18    | 3     |